# Kirchweihbaum

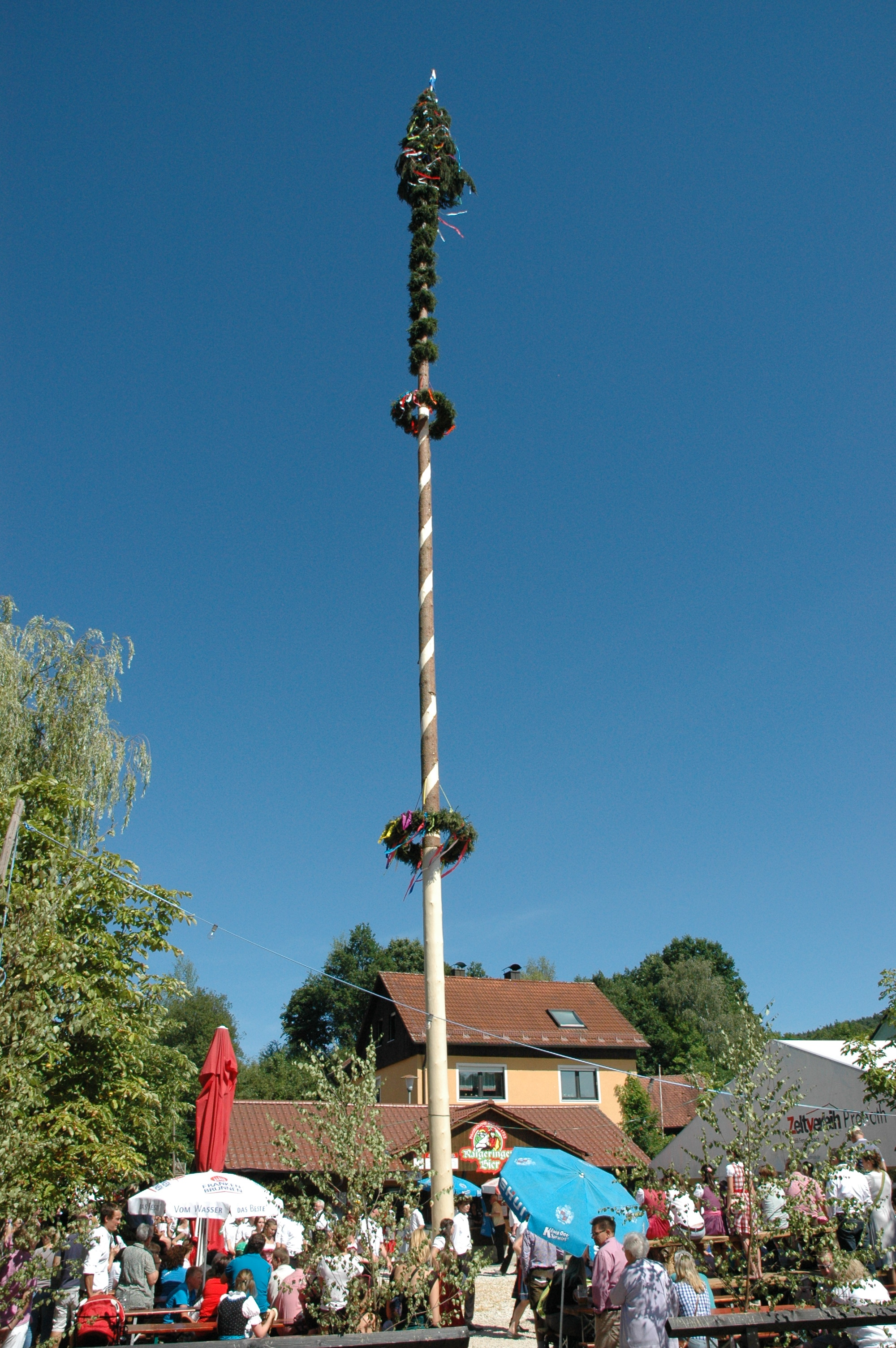
Kirchweihbaum in Raigering (Oberpfalz) im Jahr 2015

Ein Kirchweihbaum, bzw. Kirmesbaum oder Kerbebaum ist in der Regel der Mittelpunkt einer Kirchweih.

## Benennung
Wegen der weiten Verbreitung des Kirchweihbrauches und der jeweiligen lokalen Besonderheiten haben sich in den regionalen Dialekten verschiedene Bezeichnungen eingebürgert:
- Kirwabaum in der Oberpfalz
- Kerwaficht'n / Kärwabaum in Franken
- Kirmesbaum in den nördlicheren Regionen des Hintertaunus, in Nord-, Mittel- und Osthessen[2] ab Landkreis Limburg-Weilburg aufwärts[3][4][5], in der Eifel, im Westerwald, in Nordrhein-Westfalen, in Niedersachsen, in Rheinland-Pfalz, Thüringen[6] und Sachsen
- Kerwebaam im Hunsrück
- Kerbebaum in den Regionen oberer Hintertaunus, Hochtaunuskreis[7], Frankfurt, Offenbach, südwestlicher Wetteraukreis[8], Main-Kinzig-Kreis[9], nordöstliches Saarland und Rheinhessen[10]
- Kerwebaum in der Pfalz

## Konstruktion

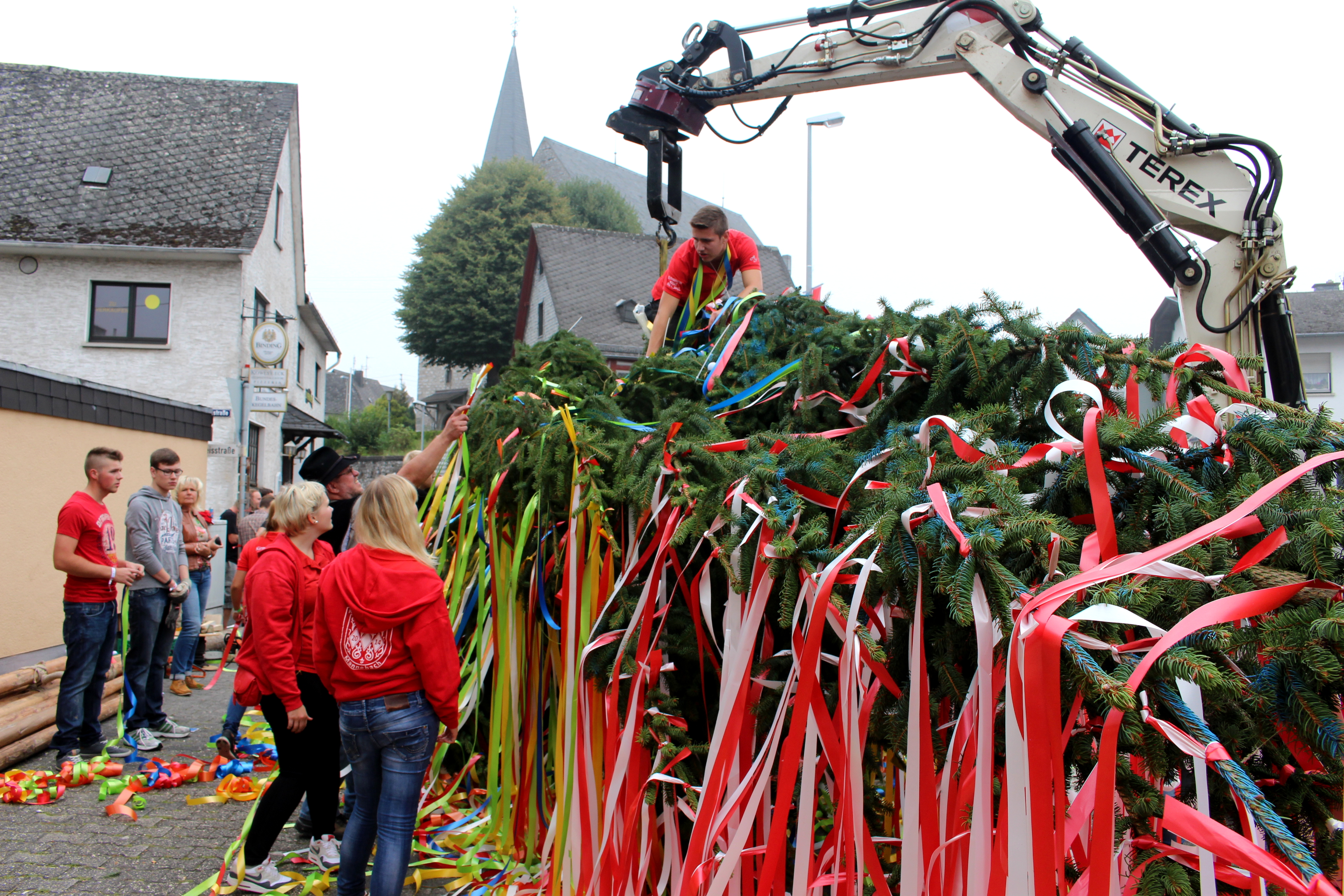
Der Kirmesbaum in Niederhadamar (Westerwald) wird am Aufstellungsort mit bunten Folienstreifen geschmückt, 2014

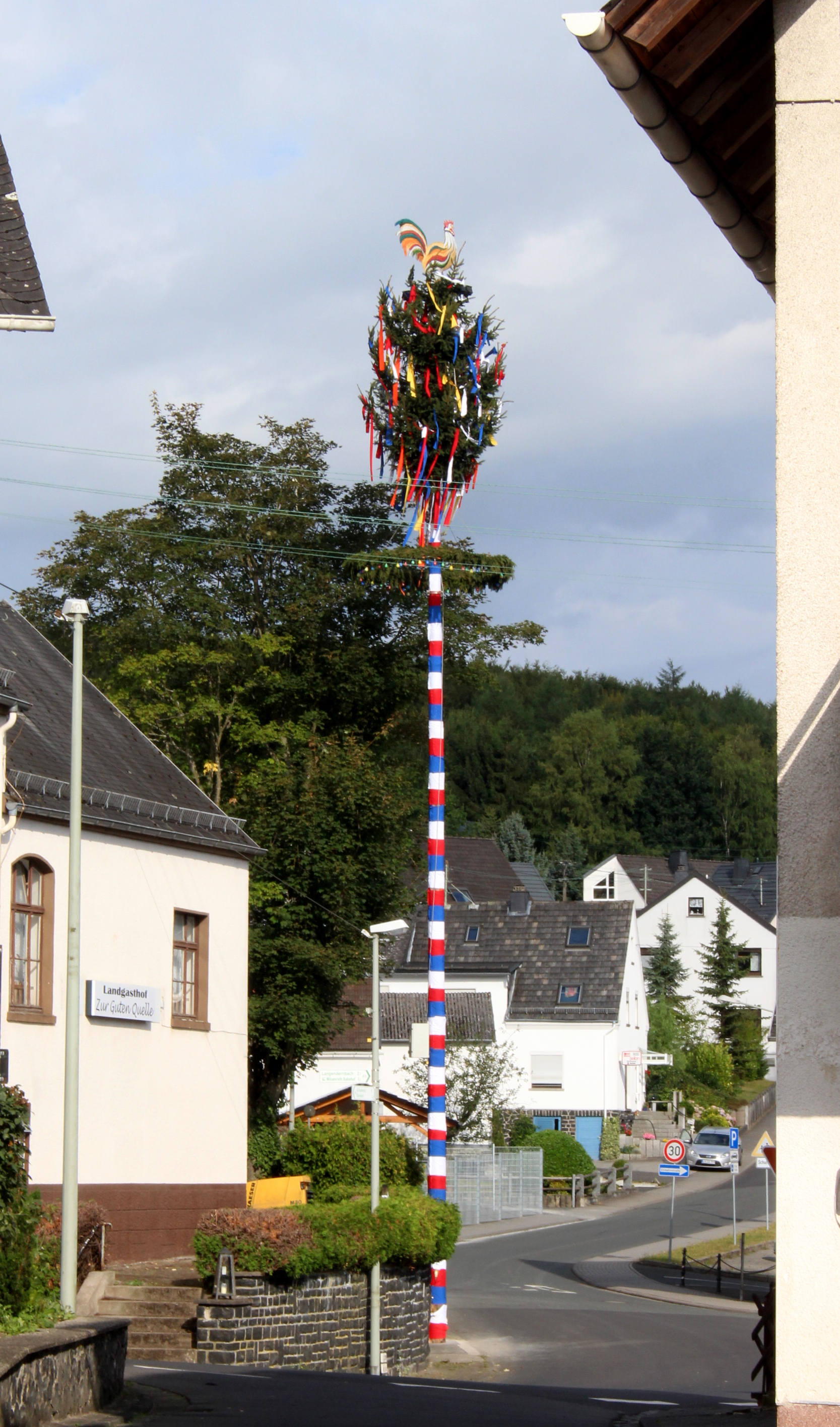
Typischer Westerwälder Kirmesbaum in Wilsenroth, 2016

Der Kirmesbaum ist in der Regel ein gerade gewachsener Nadelbaum, der bis auf einige Äste an der Spitze entastet wurde. In Orten mit entsprechender Personalstärke für das Baumstellen oder bei vorhandenen technischen Hilfsmitteln kommen auch größere Konstruktionen zum Einsatz, bei denen lediglich die Spitze eines Nadelbaums auf einen anderen, unter Umständen über mehrere Jahre verwendeten, Stamm aufgesetzt wird. Spitze und Stamm werden bunt geschmückt. Gebräuchlich sind Streifen aus Krepppapier, aber auch Metall- oder Kunststofffolien oder bunte Glühlampen werden verwendet. Bei Natur-Stämmen sind auch Schnitzereien in der Rinde üblich. Häufig wird unterhalb der Spitze ein auf gleiche Weise bunt geschmückter Kranz aus Nadelbaumzweigen am Stamm befestigt.

## Bräuche rund um den Kirchweihbaum
Das Brauchtum rund um den Kirchweihbaum ist vielfältig. Mancherorts ist es üblich, erst am Samstag mit Traktoren und Anhängern in den Wald zu fahren, um den vorher ausgesuchten Baum (vorwiegend eine Fichte) zu fällen und ins Dorf zu bringen. Der Baum darf beim Fällen nicht durchbrechen, insbesondere der empfindlichen Spitze wird besondere Aufmerksamkeit gewidmet. In manchen Dörfern wird der Baum schon am Freitag „eingeholt“, andernorts bereits mehrere Tage vorher vorbereitet, hauptsächlich dort, wo eine Spitze auf einen anderen Stamm aufgesetzt wird.

### Baumwache und Kranzbinden
In einigen Regionen, beispielsweise in vielen Orten des Westerwalds, ist es üblich, den Baum einen oder mehrere Tage vor dem Aufstellen an einem bestimmten Ort zu lagern und dort von den Kirmesburschen oder der Kirmesjugend insbesondere nachts bewachen zu lassen. Häufig stellen sich die Kirmesburschen anderer Jahrgänge oder der Nachbarorte der Herausforderung, den Baum zu stehlen, mit Farbe zu beschmieren oder gar zu zersägen. Der Verlust des Baumes gilt als große Schmach. Unter Umständen kann er gegen größere Lösegeldzahlungen in Form von Alkoholika wieder ausgelöst werden. Häufig nehmen die Baumwachen, zumindest in den frühen Nachtstunden, die Form von inoffiziellen Kirmes-Vorfeiern mit Lagerfeuer und improvisierter Bewirtung an.
Ein ähnliches Vorbereitungsbrauchtum ist das Kranzbinden. Dabei spielen die Kirmesmädchen die entscheidende Rolle. Sie fertigen einige Tage vor dem Kirmesfest den Kranz an, der unter die Krone des Baumes gehängt wird. Auch dieser Arbeitsgang wird von einer inoffiziellen Feier begleitet.

### Kneipenbäume
Neben dem großen Kirmesbaum werden vielerorts kleinere, ebenfalls geschmückte Bäume vor den Gaststätten des Orts aufgestellt. Dies findet meist mehrere Tage vor der eigentlichen Kirmes im Rahmen eines Umzugs der Kirmesjugend statt, die dabei mit Freibier bewirtet wird. Häufig werden die Stämme dieser Bäume mit Bierdeckeln benagelt.

### Aufstellen

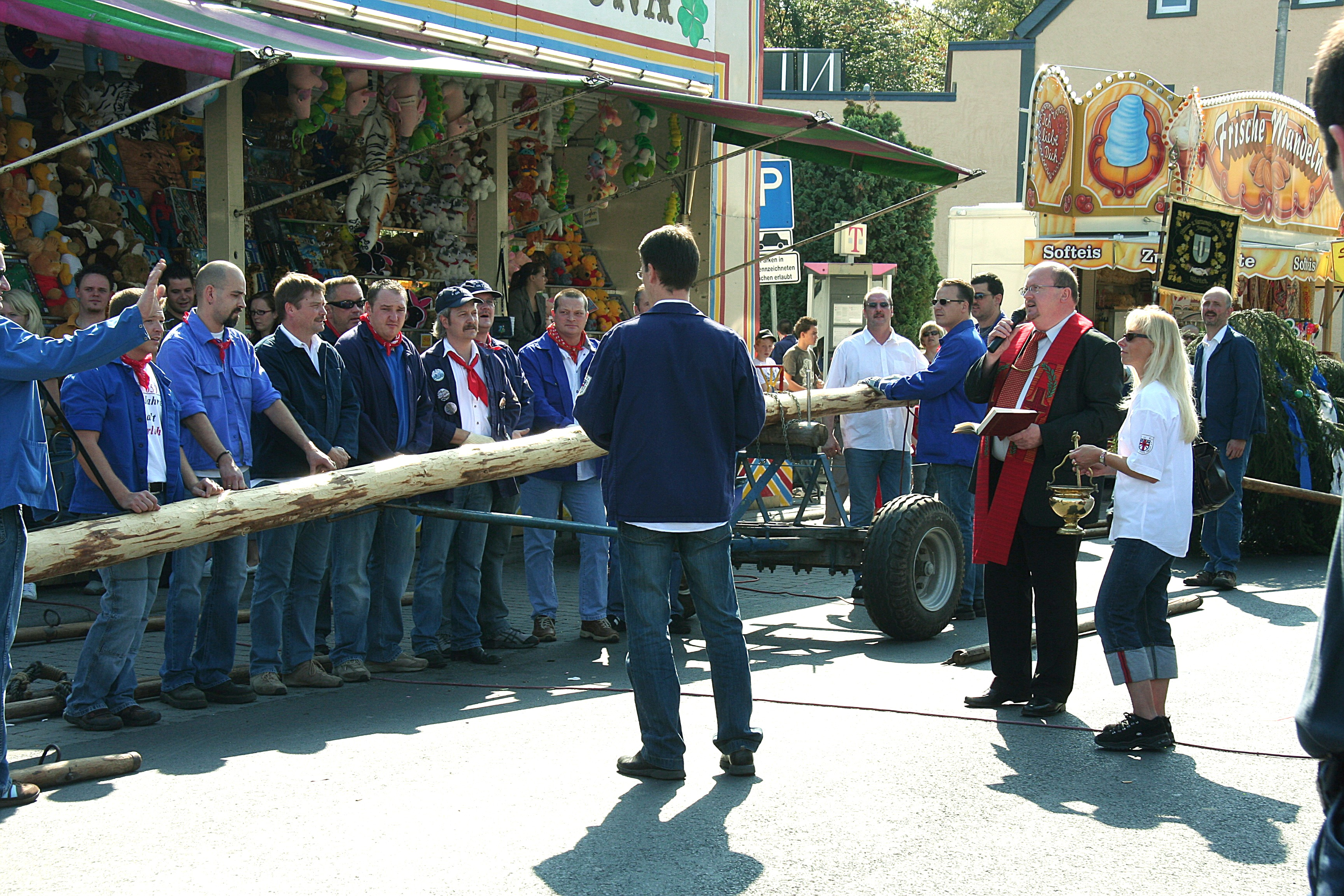
Segensgebet vor dem Aufstellen des Baums in Kärlich 2007

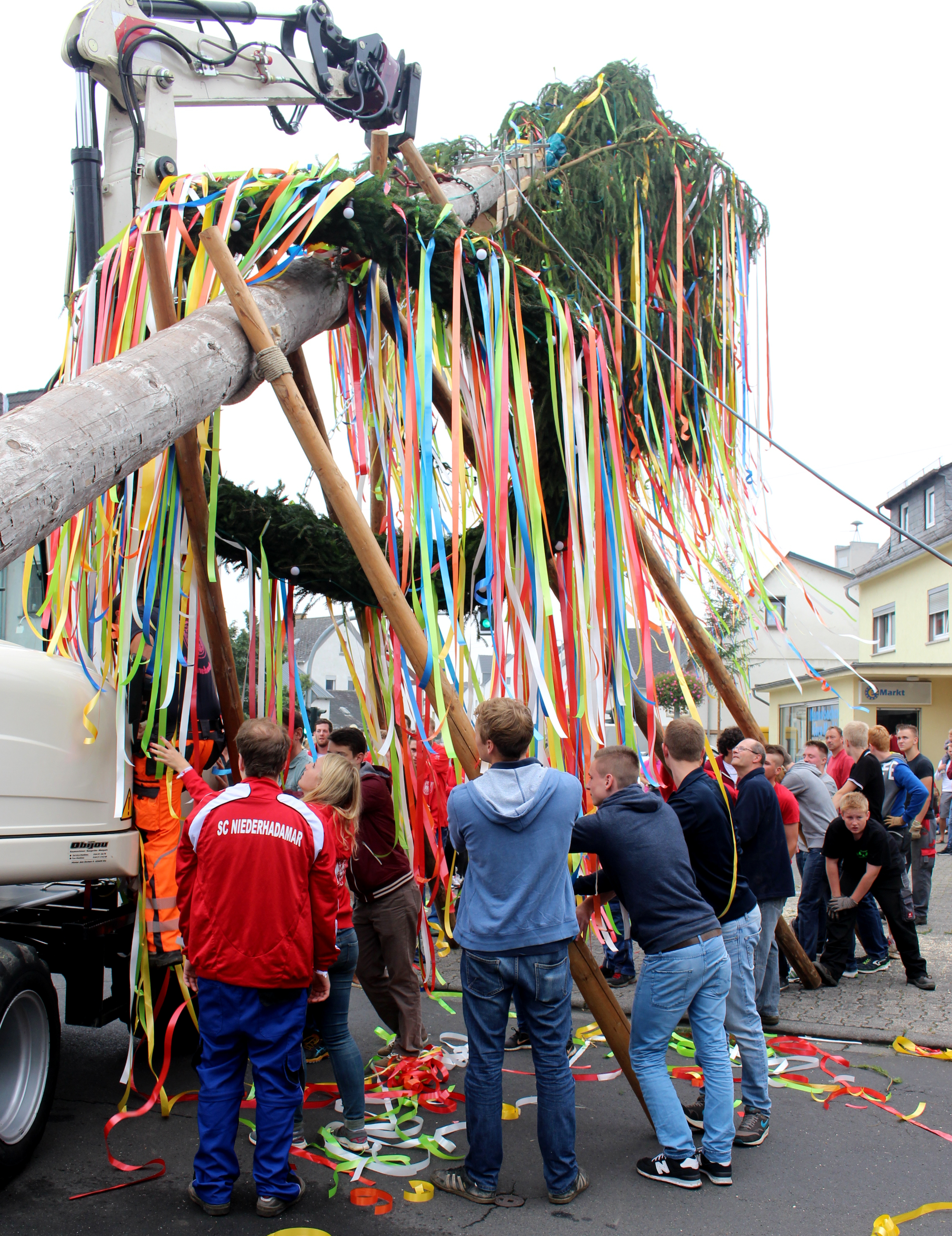
Aufstellen des Kirmesbaums 2014 in Niederhadamar (Westerwald), hier in kombinierter Form mit Muskelkraft und technischer Hilfe bzw. Absicherung.

In der Regel am Samstagnachmittag des Kirchweihfestes wird der Kirchweihbaum, oft noch mit bloßer Muskelkraft, unter Zuhilfenahme von langen Stangenpaaren und Stützen („Schwalben und Stempel“) aufgestellt. Gelegentlich wird er zuvor von der Aufstellmannschaft im feierlichen Zug durch den Ort getragen, mancherorts auch mit Traktoren gefahren. Dieser Umzug wird meist von einer Blaskapelle oder auch von Fackelträgern begleitet.
Für das Aufstellen gibt es verschiedene örtliche Traditionen. Beispielsweise existiert in Westerwald und Taunus das Amt des Kirmes- oder Kerbevaters, der das Aufstellen des Baumes leitet. Oft handelt es sich dabei um einen Schreiner, Waldarbeiter oder Mitarbeiter eines kommunalen Bauhofs mit entsprechendem Fachwissen. In einigen Orten dürfen nur die Kirmesjugend und der Kirmesvater am Baumstellen mitwirken, andernorts sind nur aktive und ehemalige Kirmesburschen zugelassen oder die Beteiligung vollkommen freigegeben, letzteres insbesondere dort, wo nur noch eine geringe Mannstärke an eigentlichen Kirmesburschen gestellt werden kann. In Gemeinden mit sehr starken Kirmesjugend-Jahrgängen stellt mancherorts nicht die gerade aktive Kirmesjugend den Baum, sondern die Anwärter-Jugend des oder der folgenden Jahrgänge übernimmt die körperliche Arbeit, während der aktive Jahrgang deren Leistung verspottet. Dabei gilt es als ehrenhaft, den Baum möglichst schnell zu stellen.

### Austanzen
In der Regel am Sonntagnachmittag des Kirchweihfestes tanzen die Kirchweihpaare den Baum aus. Dabei tanzen sie in der Regel zu traditionellen Tänzen im Kreis um den Kirchweihbaum. Häufig werden dazu auch Kirchweihlieder oder Gstanzln gesungen.

### Verlosung oder Versteigerung des Kirchweihbaumes
In vielen Orten wird der Kirchweihbaum am Ende des Kirchweihfestes, meist am Montag nach dem Kirchweihwochenende, verlost oder versteigert. Die Lose werden im Laufe des Kirchweihwochenendes verkauft. Häufig gibt es neben dem Hauptgewinn, dem Kirchweihbaum, auch noch andere Preise. Oft kommt es auch zu einer Kombination aus Verlosung und Versteigerung. So ist es in einigen Ortschaften üblich, dass der Gewinner des Kirchweihbaums diesen an die Kirchweihgesellschaft zurückgibt, so dass diese den Kirchweihbaum anschließend versteigern kann, nicht zuletzt weil heute viele Gewinner gar keine wirkliche Verwendung für den Baum mehr hätten.